# EPrints
EPrints ist ein Softwarepaket, mit dem sich auf einem Linux-System mit dem Apache2-Webserver, einer MySQL-kompatiblen Datenbank und Perl ein Dokumentenserver realisieren lässt.
Etliche Universitäten und Forschungseinrichtungen nutzen diese Software für die Präsentation ihrer Veröffentlichungen und Forschungsdaten im Internet.

## Beispiele für Installationen mit EPrints
- MADOC (Publikationsserver und Universitätsbibliographie der Universität Mannheim)[3]
- Open Access LMU (Publikationsserver der Ludwig-Maximilians-Universität München)[4]
- Publikationsserver der Universität Regensburg[5]
- Organic Eprints: Internationales Online-Archiv für Publikationen zum Thema Ökologische Landwirtschaft[6]